# فيسنتي فرنانديز (لاعب كرة قدم)
فيسنتي فرنانديز (بالإسبانية: Vicente Fernández Pujante) (17 سبتمبر 1975 في إسبانيا - ) هو لاعب كرة قدم إسباني في مركز الوسط. لعب مع إسبانيول وريال سبورتينغ خيخون وريال مايوركا ونادي جيرونا ونادي لاردة وإسبانيول ب.

## وصلات خارجية
- فيسنتي فرنانديز على موقع قاعدة بيانات كرة القدم.إي يو (الإنجليزية)